# Jérémy Sorbon
Jérémy Sorbon (* 5. August 1983 in Caen) ist ein ehemaliger französischer Fußballspieler.

## Karriere
Sorbon, dessen Vorfahren aus Guadeloupe stammen, wurde im französischen Mutterland geboren und begann dort seine Laufbahn, als er 1999 in die Jugendmannschaft des Profivereins SM Caen aufgenommen wurde.  Er gehörte derselben Generation an wie Bruno Grougi und Reynald Lemaître, die ebenfalls den Sprung in den Profifußball schaffen. Bei Sorbon dauerte es bis 2004, dass er mit fast 21 Jahren in die erste Mannschaft aufgenommen wurde. Dazu musste er fast bis zum Saisonende auf sein Erstligadebüt warten, das er am 16. April 2005 beim 1:0 gegen den OGC Nizza gab. Nach diesem Einsatz am 33. Spieltag wurde er in vier der fünf verbleibenden Spiele eingesetzt. Obwohl die Mannschaft vier der fünf Partien gewann, bei denen Sorbon jeweils in der Startelf stand, musste der junge Profi am Ende der Spielzeit den ersten Abstieg seiner Laufbahn hinnehmen.
Trotz allem hatte er sich mit seinen fünf Einsätzen die Chance auf einen Stammplatz erarbeitet, den er in der darauffolgenden Spielzeit besetzte und danach nicht mehr abgab. Auf diese Weise war er 2007 am Wiederaufstieg beteiligt. Auch danach konnte er seine Rolle als Leistungsträger behaupten und wurde in der Erstligasaison 2007/08 in allen 38 Spielen eingesetzt. Nach dem Abstieg 2009 blieb er Caen treu und erreichte ein Jahr später mit dem Team den direkten Wiederaufstieg. Als er 2012 den dritten Abstieg seiner Karriere hinnehmen musste, trat er ein weiteres Mal den Gang in die zweite Liga an. Zugleich wurde Trainer Franck Dumas infolge des Abstiegs entlassen und mit dem ehemaligen Nationalspieler Patrice Garande ein neuer Coach verpflichtet. Letzterer übertrug im Juli 2012 dem zu diesem Zeitpunkt 28-Jährigen Sorbon das Amt des Mannschaftskapitäns.
Trotz seiner zentralen Rolle bei Caen verlängerte Sorbon seinen Vertrag nicht über die Spielzeit 2012/13 hinaus und unterschrieb an deren Ende stattdessen beim Erstligaaufsteiger EA Guingamp, wo er in der nachfolgenden Zeit ebenfalls zum Stammspieler wurde. Mit Guingamp erreichte er den Sprung ins nationale Pokalfinale 2014 und stand auf dem Platz, als sich die Mannschaft durch einen 2:0-Erfolg gegen Stade Rennes die Trophäe sichern konnte. Dazu gelang kurz darauf der Klassenverbleib. Die durch den Pokalsieg erreichte Europa League der Spielzeit 2014/15 stellte seine erstmalige Teilnahme im europäischen Wettbewerb dar; sein Team überstand die Gruppenphase und schied in der nachfolgenden Runde aus. In der Saison 2018/19 stieg Sorbon mit Guingamp in die zweite Liga ab. 2021 beendete er dort seine Karriere.
Seit dem Ende seiner Karriere als Spieler ist Sorbon bei EA Guingamp als Sportkoordinator tätig (Stand: Februar 2025).